# ألون بن دافيد
ألون بن دافيد (بالعبرية: אלון בן דוד) صحفي إسرائيلي ومحلل عسكري في القناة العبرية العاشرة.